# Protomedeia stephenseni
Protomedeia stephenseni är en kräftdjursart som beskrevs av Robert Alan Shoemaker 1955. Protomedeia stephenseni ingår i släktet Protomedeia och familjen Isaeidae. Inga underarter finns listade i Catalogue of Life.